# 立花親信
立花 親信（たちばな ちかのぶ、1845年（弘化2年4月）- 1916年（大正5年）9月29日）は、幕末の柳河藩士、明治期の公吏・実業家・政治家。衆議院議員、福岡県会議長。

## 経歴
筑後国山門郡柳川城下（柳河県、三潴県、福岡県山門郡城内村、柳川町を経て現柳川市）で、柳河藩で中老を務めた立花家（家禄350石）に生まれた。1863年（文久3年6月）家督を相続した。1868年（慶応4年）侍頭となる。藩の軍政改革で断隊が設けられ、同年4月17日（旧暦3月25日）後断隊の隊長に就任。戊辰戦争で断隊に東京警固が命ぜられ藩主立花鑑寛と共に同年7月31日（旧暦6月12日）大坂を出発し、1869年2月3日（慶応4年12月22日）に帰藩した。1869年（明治2年3月）藩費遊学生として東京の大学校に入学し、1871年（明治4年2月）まで漢学を学び、同年同月、大阪兵学寮（のち陸軍士官学校）に転じたが、1872年（明治4年12月）母の病のため退校し帰郷した。
1872年4月22日（明治5年3月15日）三潴県第16区戸長兼里正に就任。その後、准12等区長を務めた。1874年（明治7年）8月9日、三潴県12等出仕に発令され庶務課に勤務。同年の風水害の対応に尽力した。同年12月28日、准12等区長となり第三大区の下妻郡を担当し地租改正を担った。
その後、柳河師範学校長（のち福岡第一師範学校）、柳河中学校長（現福岡県立伝習館高等学校）に就任。自由民権運動に加わり、岡田孤鹿、十時一郎、由布惟義、野田卯太郎、永江純一らと活動した。1880年（明治13年）11月、第2回国会期成同盟大会に筑後5郡総代として参加した。福岡県会議員に選出され、同常置委員、同議長も務めた。
1894年（明治27年）3月、第3回衆議院議員総選挙（福岡県第6区）で当選し、同年9月の第4回総選挙でも再選され、衆議院議員に連続2期在任した。
実業界では、旧柳河藩授産所柳河蚕糸業練習所長、柳河軌道社長などを務めた。1916年9月、城内村の自邸で死去した。

## 国政選挙歴
- 第3回衆議院議員総選挙（福岡県第6区、1894年3月、自由党）当選[10]
- 第4回衆議院議員総選挙（福岡県第6区、1894年9月、自由党）当選[11]
- 第5回衆議院議員総選挙（福岡県第6区、1898年3月、自由党）次点落選[11]
- 第6回衆議院議員総選挙（福岡県第6区、1898年8月、無所属）次点落選[11]